# Mięguszowiecki Szczyt

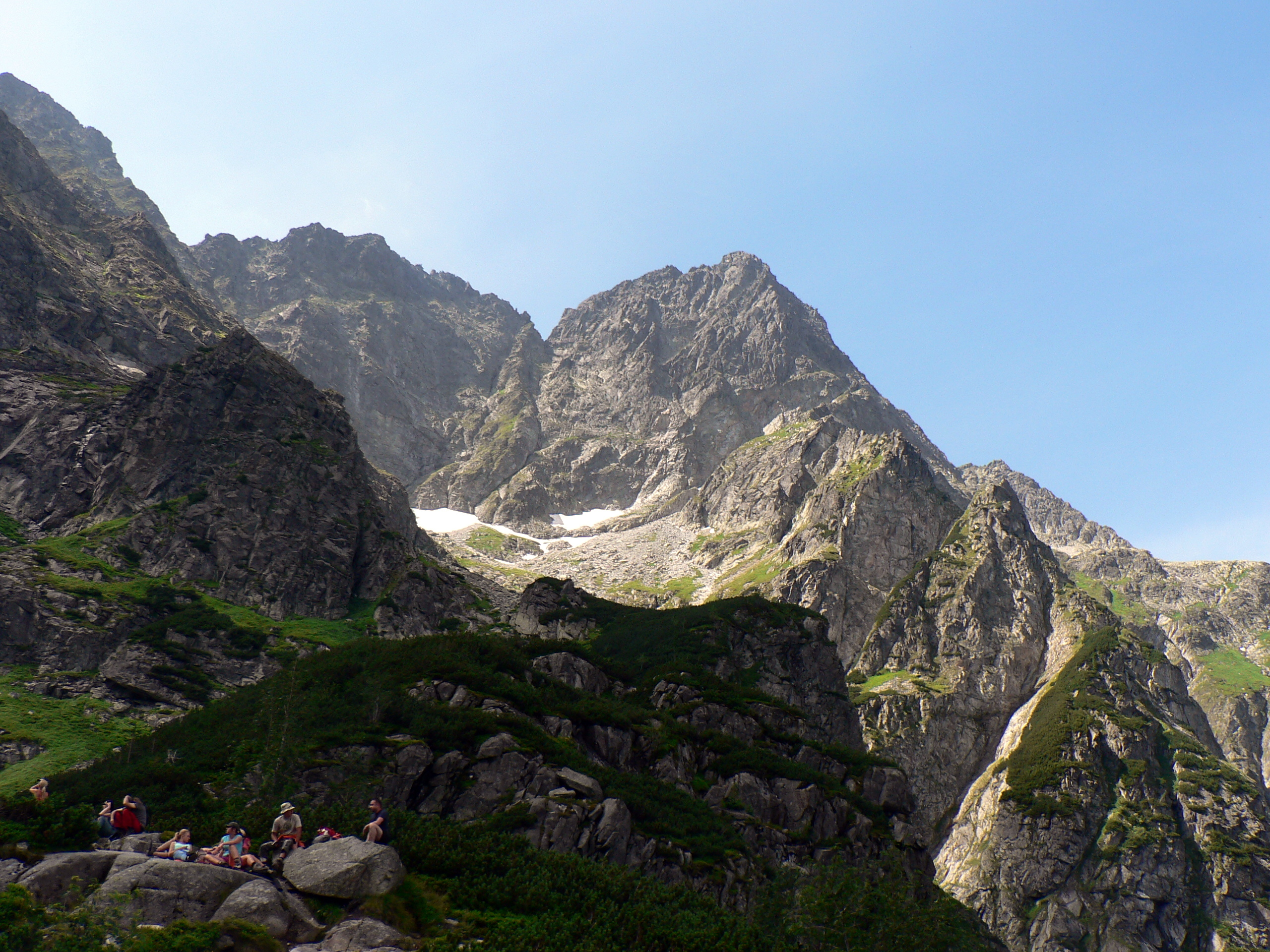
Blick vom Bergsee Czarny Staw pod Rysami

Die Große Mengsdorfer Spitze (polnisch Mięguszowiecki Szczyt, auch Mięguszowiecki Szczyt Wielki genannt, slowakisch Veľký Mengusovský štít, ungarisch Nagy-Menguszfalvi-csúcs),  ist ein Berg in der polnischen Hohen Tatra mit 2438 Metern Höhe. Er befindet sich auf dem Hauptkamm der Tatra auf der polnisch-slowakischen Grenze im Massiv der Mengsdorfer Spitzen. Die Große Mengsdorfer Spitze ist der zweithöchste Berg in Polen.

## Lage und Umgebung
Unterhalb des Gipfels liegt der Bergsee Meerauge im Fischseetal. Die Hinzenseescharte trennt ihn vom Gipfel der Cubryna, das Wildererjoch trennt ihn vom Gipfel der Mittleren Mengsdorfer Spitze. Unterhalb des Gipfels liegt der Mengsdorfer Kessel (Bańdzioch), in dem sich die Reste des Mengsdorfer Gletschers (Lodowczyk Mięguszowiecki) befinden.

## Etymologie
Der Name beziehen sich in allen vier Sprachen auf den Ort Mengusovce am Fuß der Hohen Tatra, dessen deutscher Name Mengsdorf ist. 

## Flora und Fauna
Trotz seiner Höhe besitzt die Mengsdorfer Spitze eine bunte Flora und Fauna. Es treten zahlreiche Pflanzenarten auf, insbesondere hochalpine Blumen und Gräser. Neben Insekten und Weichtieren sowie Raubvögeln besuchen auch Murmeltiere und Gämsen den Gipfel.

## Besteigungen
Erstbesteigungen:
- Sommer – Ludwik Chałubiński, Wojciech Roj und Maciej Sieczka am 28. Juni 1877
- Winter – Ernst Dubke, Alfred Martin, Johann Breuer und Johann Franz am 13. Februar 1906

## Tourismus
Der Gipfel ist bei Alpinisten beliebt. Der Aufstieg ist jedoch nicht einfach.

### Routen zum Gipfel
Der Wanderweg führt zunächst vom Bergsee Czarny Staw pod Rysami auf die Mengsdorfer Kanzel. Für den weiteren Aufstieg ist eine Genehmigung der Nationalparkverwaltung erforderlich. Bei Kletterern ist der Gipfel zusammen mit den anderen Gipfeln des Massivs sehr beliebt. Seine Nordwand mit über 1000 Metern Höhe ist die höchste Wand in der Tatra.
- ▬ Ein grün markierter Wanderweg führt vom Bergsee Czarny Staw pod Rysami auf den Gipfel und weiter auf das Wildererjoch (Mięguszowiecka Przełęcz pod Chłopkiem). Weiter führt ein nicht markierter Weg, der sogenannte Droga po Głazach. Der Aufstieg ist schwierig und kettengesichert. Als Ausgangspunkt für eine Besteigung aus den Tälern eignet sich die Berghütte Schronisko PTTK nad Morskim Okiem.

## Belege
- Zofia Radwańska-Paryska, Witold Henryk Paryski: Wielka encyklopedia tatrzańska, Wyd. Górskie, Poronin 2004, ISBN 83-7104-009-1.
- Tatry Wysokie słowackie i polskie. Mapa turystyczna 1:25.000, Polkart, Warszawa 2005/06, ISBN 83-87873-26-8.
- Ernst Hochberger. Berg- und Wanderführer Hohe Tatra, 4 Bände

## Panorama

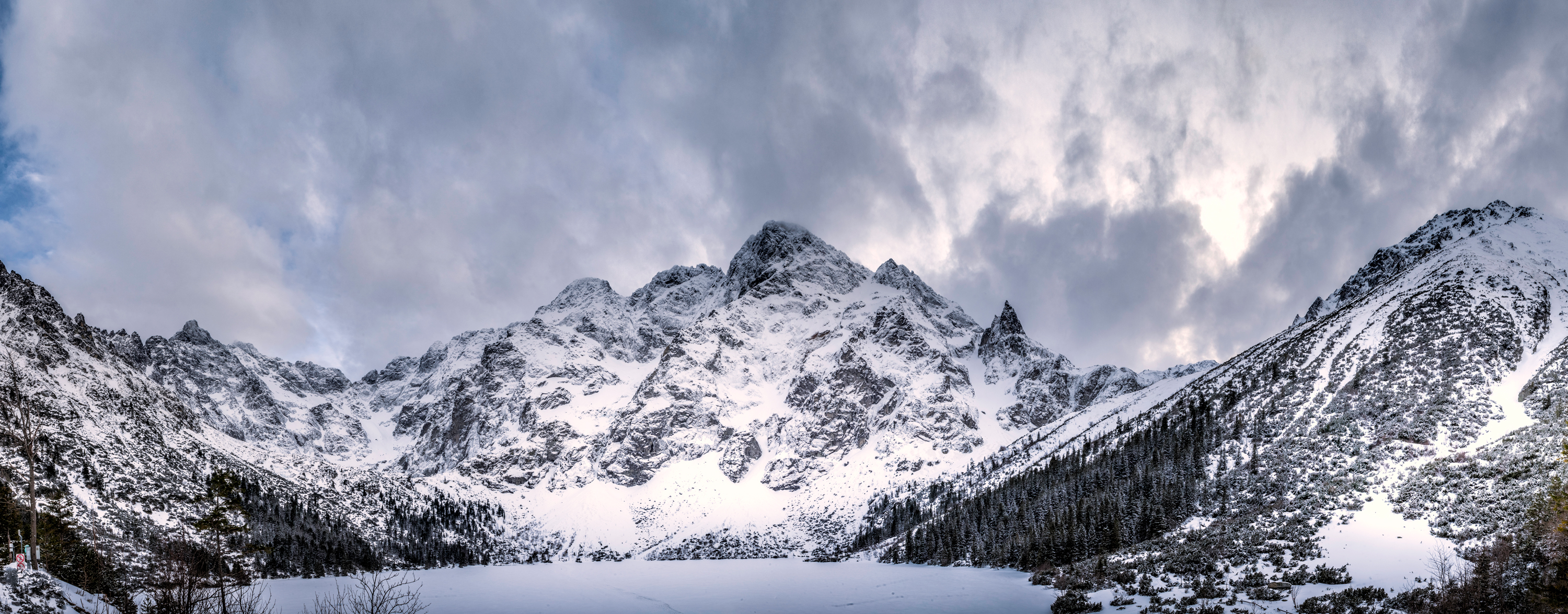
Panoramablick auf den Gipfel von der Schutzhütte Schronisko PTTK nad Morskim Okiem